# Sasha Calle
Sasha Calle (n. 7 august 1995, Boston, Massachusetts, SUA) este o actriță americană. Aceasta a jucat în telenovela Tânăr și neliniștit din 2018 până în 2021, fiind nominalizată la premiile Daytime Emmy⁠(d) pentru interpretarea sa. În primul său rol de film, a interpretat-o pe supereroina Supergirl⁠(d) în The Flash⁠(d) (2023).

## Biografie
Sasha Calle s-a născut în Boston, Massachusetts. Calle este de origine columbiană⁠(d). Aceasta are un frate mai mic. Ea și mama sa s-au mutat în Columbia când ea avea zece ani și au revenit în Statele Unite doi ani mai târziu. La vârsta de 17 ani, Calle s-a mutat din Miami în Los Angeles pentru a urma American Musical and Dramatic Academy⁠(d). A absolvit în 2017 și a obținut o diplomă de licență în arte frumoase⁠(d).
În septembrie 2018, Calle s-a alăturat distribuției telenovelei CBS Tânăr și neliniștit în rolul bucătarului Lola Rosales. A apărut în peste 270 de episoade și a primit o nominalizare la Daytime Emmy Award la categoria „cel mai bun actor tânăr într-un serial dramatic⁠(d)” în 2020 pentru interpretarea sa. Primul său rol de film a fost în The Flash (2023), unde a interpretat-o pe Supergirl (Kara Zor-El)⁠(d). Este prima actriță latinoamericană care joacă acest rol. Lansat în iunie 2023, The Flash a primit recenzii mixte. Calle urmează să joace în filmul dramatic On Swift Horses⁠(d).

## Filmografie

### Film
| An   | Titlu           | Rol                     | Note           | Ref.   |
| ---- | --------------- | ----------------------- | -------------- | ------ |
| 2023 | The Flash       | Kara Zor-El / Supergirl |                | [ 20 ] |
| TBA  | On Swift Horses | Sandra                  | Post-producție | [ 21 ] |
| TBA  | In the Summers  | TBA                     | Post-producție |        |

### Televiziune
| An        | Titlu                      | Rol          | Note          | Ref.   |
| --------- | -------------------------- | ------------ | ------------- | ------ |
| 2017      | Socially Awkward           | Virginia     | Miniserie     | [ 10 ] |
| 2018–2021 | The Young and the Restless | Lola Rosales | Rol principal | [ 4 ]  |